# Event Message

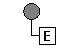
Symbol für Entwurfsmuster Event Message (Ereignisnachricht)

Event Message (von englisch event ‚Ereignis‘ und message ‚Nachricht‘) ist ein Entwurfsmuster in der Softwarearchitektur und -entwicklung aus der Kategorie Nachrichtenaufbau (Message Construction) im Werk Enterprise Integration Patterns von Gregor Hohpe und Bobby Woolf.

## Erläuterung

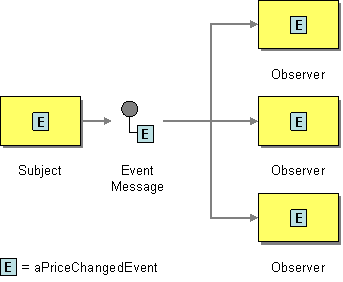
Übermitteln von Ereignissen mit Hilfe einer Event Message (Ereignisnachricht)

Wollen mehrere Anwendungen ihre Aktionen koordinieren, können dazu Ereignisnachrichten (Event Messages) verwendet werden. Tritt in einer Anwendung ein Ereignis auf, das sie bekanntgeben möchte, erstellt sie ein Ereignis-Objekt, das im Weiteren in eine Nachricht verpackt und an einen Übertragungskanal geschickt wird. Ein Beobachter des Kanals erhält die Nachricht und verarbeitet das daraus erhaltene Ereignis. Die Übermittlung verändert die Nachricht nicht, sondern stellt lediglich sicher, dass sie beim Beobachter ankommt.
Der Unterschied zwischen einer Ereignisnachricht und einer Dokumentnachricht (Document Message) besteht im Inhalt und in der zeitkritischen Verarbeitung. Der Inhalt eines Ereignisses ist dabei weniger wichtig, viele haben überhaupt keinen. Vielmehr veranlasst das bloße Auftreten einer Ereignisnachricht einen Beobachter dazu zu reagieren. Da der Faktor Zeit bei einem Ereignis sehr wichtig ist, sollte eine entsprechende Nachricht unmittelbar nach dessen Eintreten erstellt werden. Ein Beobachter sollte das Ereignis rasch verarbeiten, solange es noch relevant ist.
Garantierte Übertragung (Guaranteed Delivery) ist bei Ereignisnachrichten üblicherweise nicht sinnvoll, da diese häufig auftreten und rasch versendet werden müssen. Nachrichtenverfall (Message Expiration) kann dazu genutzt werden, dass ein Ereignis entweder rasch verarbeitet wird oder gar nicht.

## Verwendungsbeispiel
Im folgenden Beispiel in Java wird die DSL von Apache Camel verwendet, das auf den Enterprise Integration Patterns basiert.
```
package
 
org.wikipedia.de.eip.message.construction
;

import static
 
java.lang.System.out
;

import
 
java.awt.event.TextEvent
;

import
 
org.apache.camel.Message
;

import
 
org.apache.camel.builder.RouteBuilder
;

import
 
org.apache.camel.impl.DefaultCamelContext
;

class
 
EventMessageSample
 
{

	
private
 
static
 
DefaultCamelContext
 
cc
 
=
 
new
 
DefaultCamelContext
();

	
public
 
static
 
void
 
main
(
 
final
 
String
...
 
args
 
)
 
throws
 
Exception
 
{

		
final
 
TextEvent
 
event
 
=
 
new
 
TextEvent
(
 
"*** containing event ***"
,
 
42
 
);
 
// Event

		
cc
.
setName
(
 
"Event Message Sample"
 
);

		
cc
.
addRoutes
(
 
new
 
RouteBuilder
()
 
{

			
@Override

			
public
 
void
 
configure
()
 
{

				
from
(
 
"timer:start?repeatCount=1"
 
)
 
// EIP Subject

				    
.
log
(
 
"Sending..."
 
)

				    
.
process
().
message
(
 
m
 
->
 
m
.
setBody
(
 
event
 
)
 
)

				    
.
process
().
message
(
 
m
 
->
 
print
(
 
"Sending Event"
,
 
m
 
)
 
)

				    
.
to
(
 
"direct:observer1"
 
)
 
// EIP Observer 1

				    
.
to
(
 
"direct:observer2"
 
)
 
// EIP Observer 2

				    
.
setId
(
 
"Subject"
 
);

				
from
(
 
"direct:observer1"
 
)
 
// EIP Observer 1

				    
.
log
(
 
"Receiving..."
 
).
process
().
message
(
 
m
 
->
 
print
(
 
"Receiving Event"
,
 
m
 
)
 
)

				    
.
setId
(
 
"Observer 1"
 
);

				
from
(
 
"direct:observer2"
 
)
 
// EIP Observer 2

				    
.
log
(
 
"Receiving..."
 
).
process
().
message
(
 
m
 
->
 
print
(
 
"Receiving Event"
,
 
m
 
)
 
)

				    
.
setId
(
 
"Observer 2"
 
);

			
}

		
}
 
);

		
cc
.
start
();

		
Thread
.
sleep
(
 
2000
 
);

		
cc
.
stop
();

		
cc
.
close
();

	
}
 
// main()

	
static
 
void
 
print
(
 
final
 
String
 
process
,
 
final
 
Message
 
m
 
)
 
{

		
final
 
TextEvent
 
event
 
=
 
(
TextEvent
)
 
m
.
getBody
();
 
// Event packed in Message

		
out
.
printf
(
 
"%s %s: %s%n"
,
 
process
,
 
m
,
 
event
.
getSource
()
 
);

	
}
 
// print()

}
 
// EventMessageSample

```

### Ausgabe
```
...
11:55:00.677 [Camel (Event Message Sample) thread #0 - timer://start] INFO  Subject - Sending...
Sending Event Message: *** containing event ***
11:55:00.681 [Camel (Event Message Sample) thread #0 - timer://start] INFO  Observer 1 - Receiving...
Receiving Event Message: *** containing event ***
11:55:00.682 [Camel (Event Message Sample) thread #0 - timer://start] INFO  Observer 2 - Receiving...
Receiving Event Message: *** containing event ***
...

```

## Verwandte Muster
Andere Muster aus der Kategorie Nachrichtenaufbau (Message Construction) sind Message, Command Message, Document Message, Request-Reply, Return Address, Correlation Identifier, Message Sequence, Message Expiration und Format Indicator.
Weitere verwandte Muster sind Durable Subscriber, Guaranteed Delivery, Message Channel, Point-to-Point Channel, Publish-Subscribe Channel und Remote Procedure Invocation.